# Kanton Bligny-sur-Ouche
Kanton Bligny-sur-Ouche (francouzsky Canton de Bligny-sur-Ouche) je francouzský kanton v departementu Côte-d'Or v regionu Burgundsko. Tvoří ho 22 obcí.

## Obce kantonu
- Antheuil
- Aubaine
- Auxant
- Bessey-en-Chaume
- Bessey-la-Cour
- Bligny-sur-Ouche
- La Bussière-sur-Ouche
- Chaudenay-la-Ville
- Chaudenay-le-Château
- Colombier
- Crugey
- Cussy-la-Colonne
- Écutigny
- Lusigny-sur-Ouche
- Montceau-et-Écharnant
- Painblanc
- Saussey
- Thomirey
- Thorey-sur-Ouche
- Veilly
- Veuvey-sur-Ouche
- Vic-des-Prés